# Gråtoko
Gråtoko (Lophoceros nasutus) är en huvudsakligen afrikansk fågel i familjen näshornsfåglar inom ordningen härfåglar och näshornsfåglar.

## Kännetecken

### Utseende
Gråtokon är en enfärgad gråbrun näshornsfågel med en kroppslängd på 51 centimeter. Den har bleka kanter på vingpennorna och ett långt ögonbrynsstreck som sträcker sig bak i nacken. Hos nominatformen har hanen mörk näbb med en smal, platt kask och en slående vit kil vid näbbasen. Hos den mindre underarten epirhinus avslutas kasken i ett smalt rör. Honan saknar kask, har purpurröd näbbspets och en större gulvit näbbkil. I den bågformade flykten syns vita hörn på den långa gråbruna stjärten.

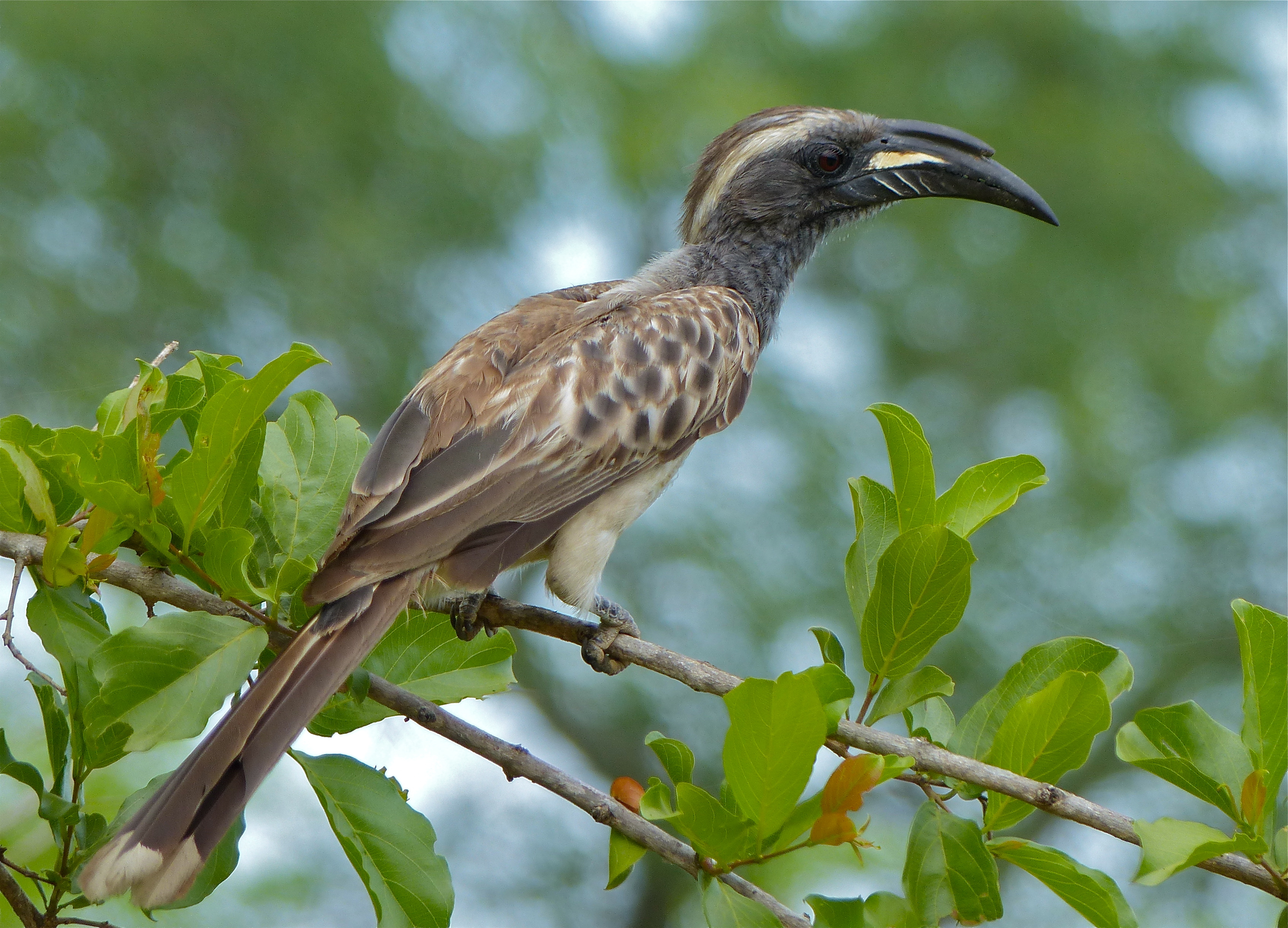
Adult hane.
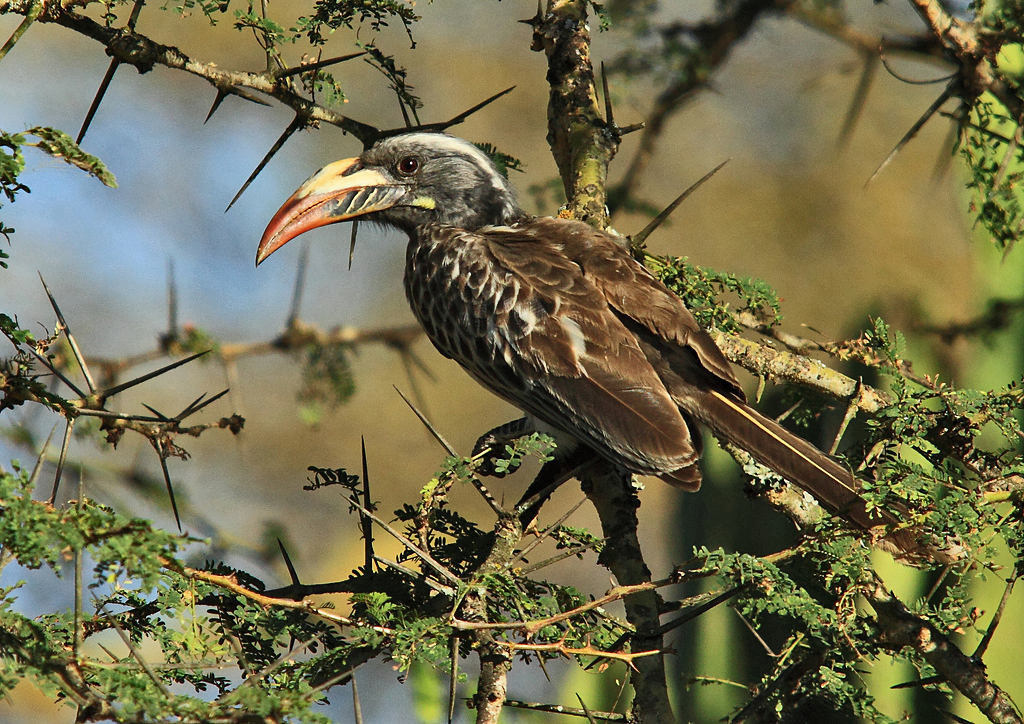
Adult hona.

### Läte
Lätet är ett vasst pi pi pi som accelererar till ett dalande rätt sorgsamt pipande. I flykten hörs ett enkelt men vitt ljudanden piu.

## Utbredning och systematik
Gråtoko delas in i två underarter med följande utbredning:
- Lophoceros nasutus nasutus – förekommer från Senegal och Gambia till Etiopien, Kenya och Uganda och på Arabiska halvön
- Lophoceros nasutus epirhinus – förekommer i södra Uganda, sydöstra Kenya och norra Sydafrika

### Släktestillhörighet
Fågeln placerades tidigare i släktet Tockus, men studier visar att dessa arter kan delas in i två grupper med olika lätestyper och som utgör egna utvecklingslinjer åtskilda för så länge som 45 miljoner år sedan. Den ena gruppen, där gråtokon ingår, lyfts därför numera allmänt ut till ett eget släkte, Lophoceros.

## Levnadssätt
Gråtokon påträffas i skogslandskap och gräsmarker med inslag av buskar och träd från havsnivån till 1.700 meters höjd. Den är mestadels trädlevande, men rörlig och tar sig ofta ner till marken för att söka föda. Den lever huvudsakligen av insekter, särskilt trädlevande gräshoppor, bönsyrsor, skalbaggar och skålsköldlöss, men även djur som trädgrodor, kameleonter och ödlor samt frukt.

### Häckning

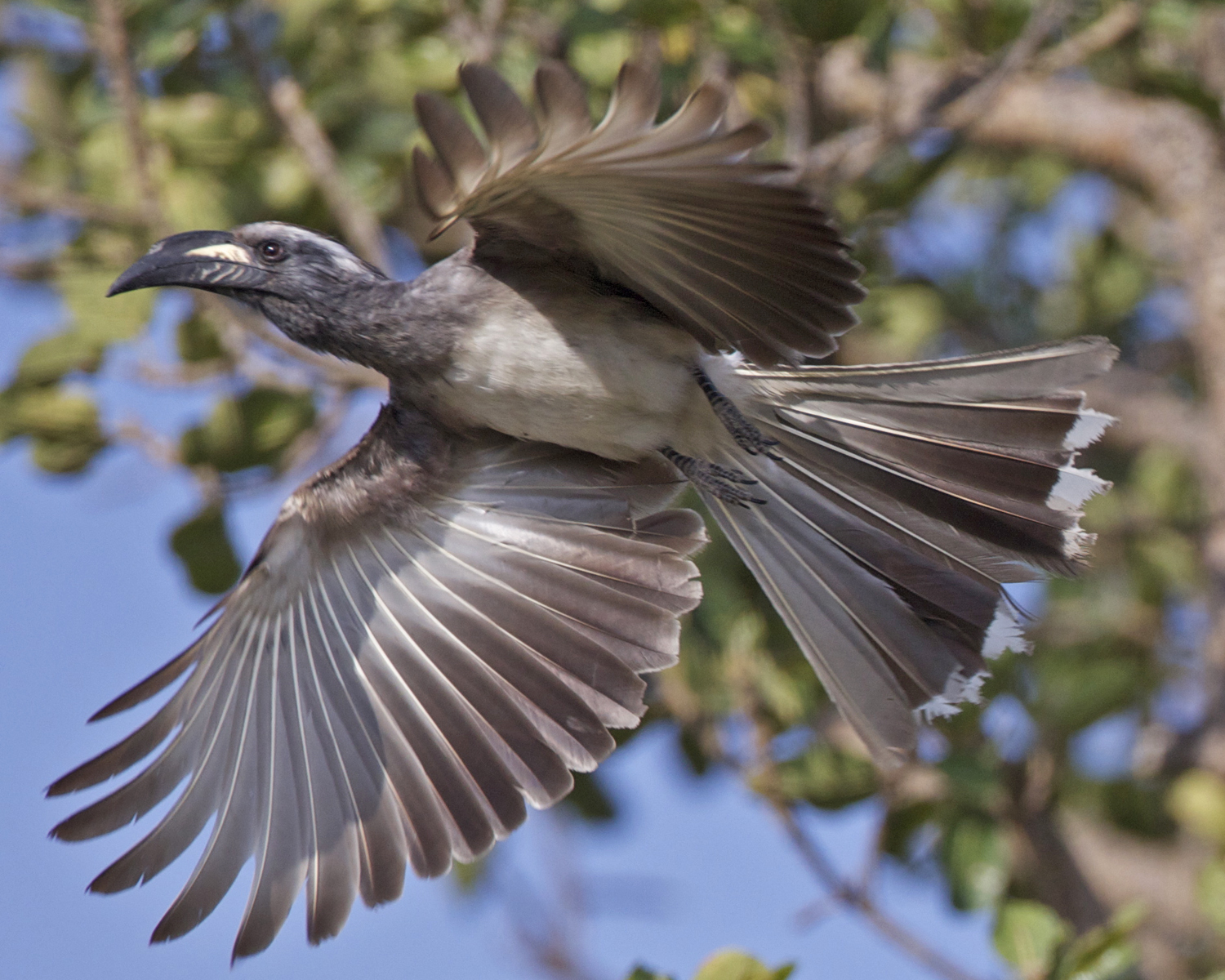
Gråtoko i flykten.

Arten tillhör en grupp näshornsfåglar som har en dramatisk parningsritual där hanen gungar på sin sittplats, pekar näbben uppåt och sprider ut sina vingar. Den häckar mellan augusti och mars i centrala och södra Afrika, med mer lokala variationer i västra, nordöstra och östra Afrika. Honan lägger två till fyra vita ägg i ett hål i ett träd, som nästan helt cementeras igen med fruktkött, lera och avföring, så att bara en smal öppning finns kvar tillräckligt stor för att hanen ska kunna föra över mat till hona och ungar. När ungarna blir tillräckligt stora bryter sig honan ut, varefter båda könen matar ungarna.

## Status och hot
Arten har ett stort utbredningsområde, men tros minska i antal, dock inte tillräckligt kraftigt för att den ska betraktas som hotad. Internationella naturvårdsunionen IUCN listar arten som livskraftig (LC). Världspopulationen har inte uppskattats men den beskrivs som vanlig och vida spridd.

## Namn
På svenska har fågeln även kallats afrikansk gråtoko.